# Касасола (Авіла)
Касасола (ісп. Casasola) — муніципалітет в Іспанії, у складі автономної спільноти Кастилія-і-Леон, у провінції Авіла. Населення — 101 особа (2010).
Муніципалітет розташований на відстані близько 100 км на захід від Мадрида, 10 км на захід від Авіли.
На території муніципалітету розташовані такі населені пункти: (дані про населення за 2010 рік)
- Касасола: 58 осіб
- Дуруело: 43 особи

## Демографія
Динаміка населення (INE ):